# Europese auto in 2009
Dit artikel geeft een overzicht van alle Europese personenwagens die in 2009 op de markt kwamen. De auto's staan alfabetisch gerangschikt per merk.

## West-Europa
| Alfa Romeo |                  | concern:          | FIAT Italië |
| Alfa Romeo | divisie:         |                   |             |
| Alfa Romeo | merk:            | Alfa Romeo Italië |             |
| Alfa Romeo | model:           | 8C Spider         |             |
| Alfa Romeo | einde productie: | 2010              |             |
| Alfa Romeo | productieaantal: | 500               |             |

| Alfa Romeo |                  | concern:                | FIAT Italië |
| Alfa Romeo | divisie:         |                         |             |
| Alfa Romeo | merk:            | Alfa Romeo Italië       |             |
| Alfa Romeo | model:           | MiTo Quadrifoglio Verde |             |
| Alfa Romeo | einde productie: | 2016                    |             |
| Alfa Romeo | productieaantal: | ?                       |             |

| Artega |                  | concern:         | onafhankelijk |
| Artega | divisie:         |                  |               |
| Artega | merk:            | Artega Duitsland |               |
| Artega | model:           | GT               |               |
| Artega | einde productie: | 2012             |               |
| Artega | productieaantal: | 153              |               |

| Aston Martin |                  | concern:                         | onafhankelijk |
| Aston Martin | divisie:         |                                  |               |
| Aston Martin | merk:            | Aston Martin Verenigd Koninkrijk |               |
| Aston Martin | model:           | DBS Volante                      |               |
| Aston Martin | einde productie: | 2012                             |               |
| Aston Martin | productieaantal: | 845                              |               |

| Audi |                  | concern:                                                                                              | Volkswagen AG Duitsland |
| Audi | divisie:         | |                         |
| Audi | merk:            | Audi Duitsland                                                                                        |                         |
| Audi | model:           | A4 allroad quattro crossover-stationwagen (1e generatie; offroadvariant van de 4e generatie A4 Avant) |                         |
| Audi | einde productie: | 2016                                                                                                  |                         |
| Audi | productieaantal: | ? |                         |

| Audi |                  | concern:                                                                        | Volkswagen AG Duitsland |
| Audi | divisie:         |                                                                                 |                         |
| Audi | merk:            | Audi Duitsland                                                                  |                         |
| Audi | model:           | A5 cabriolet / Sportback (1e generatie) S5 cabriolet / Sportback (1e generatie) |                         |
| Audi | einde productie: | 2016 (Sportback), 2017 (cabriolet)                                              |                         |
| Audi | productieaantal: | ?                                                                               |                         |

| Audi |                  | concern:                                                                         | Volkswagen AG Duitsland |
| Audi | divisie:         |                                                                                  |                         |
| Audi | merk:            | Audi Duitsland                                                                   |                         |
| Audi | model:           | TT RS coupé / roadster (1e generatie; krachtiger variant van de 2e generatie TT) |                         |
| Audi | einde productie: | 2014                                                                             |                         |
| Audi | productieaantal: | ?                                                                                |                         |

| BMW |                  | concern:                                                      | onafhankelijk |
| BMW | divisie:         |                                                               |               |
| BMW | merk:            | BMW Duitsland                                                 |               |
| BMW | model:           | 5-serie sedan (F10), 5-deur Gran Turismo (F07) (6e generatie) |               |
| BMW | einde productie: | 2017                                                          |               |
| BMW | productieaantal: | ?                                                             |               |

| BMW |                  | concern:          | onafhankelijk |
| BMW | divisie:         |                   |               |
| BMW | merk:            | BMW Duitsland     |               |
| BMW | model:           | X1 (1e generatie) |               |
| BMW | einde productie: | 2015              |               |
| BMW | productieaantal: | ca. 760.000       |               |

| BMW |                  | concern:                         | onafhankelijk |
| BMW | divisie:         |                                  |               |
| BMW | merk:            | BMW Duitsland                    |               |
| BMW | model:           | Z4 (E89) roadster (2e generatie) |               |
| BMW | einde productie: | 2016                             |               |
| BMW | productieaantal: | ca. 115.000                      |               |

| BMW |                  | concern:                                             | onafhankelijk |
| BMW | divisie:         |                                                      |               |
| BMW | merk:            | BMW Duitsland                                        |               |
| BMW | model:           | X5 M (E70; sportieve variant van de 2e generatie X5) |               |
| BMW | einde productie: | 2013                                                 |               |
| BMW | productieaantal: | ?                                                    |               |

| BMW |                  | concern:                                             | onafhankelijk |
| BMW | divisie:         |                                                      |               |
| BMW | merk:            | BMW Duitsland                                        |               |
| BMW | model:           | X6 M (E71; sportieve variant van de 1e generatie X6) |               |
| BMW | einde productie: | 2012                                                 |               |
| BMW | productieaantal: | ?                                                    |               |

| Bugatti |                  | concern:                                      | Volkswagen AG Duitsland |
| Bugatti | divisie:         |                                               |                         |
| Bugatti | merk:            | Bugatti Frankrijk                             |                         |
| Bugatti | model:           | Veyron EB16.4 Grand Sport targa               |                         |
| Bugatti | einde productie: | 2015                                          |                         |
| Bugatti | productieaantal: | 150 (incl. 92 Grand Sport Vitesse vanaf 2012) |                         |

| Citroën |                  | concern:          | PSA Peugeot Citroën Frankrijk |
| Citroën | divisie:         |                   |                               |
| Citroën | merk:            | Citroën Frankrijk |                               |
| Citroën | model:           | C3 (2e generatie) |                               |
| Citroën | einde productie: | 2016              |                               |
| Citroën | productieaantal: | ?                 |                               |

| Citroën |                  | concern:          | PSA Peugeot Citroën Frankrijk |
| Citroën | divisie:         |                   |                               |
| Citroën | merk:            | Citroën Frankrijk |                               |
| Citroën | model:           | C3 Picasso        |                               |
| Citroën | einde productie: | 2019              |                               |
| Citroën | productieaantal: | 657.807 (Europa)  |                               |

| Ferrari |                  | concern:           | Fiat S.p.A. Italië |
| Ferrari | divisie:         |                    |                    |
| Ferrari | merk:            | Ferrari Italië     |                    |
| Ferrari | model:           | 458 Italia (coupé) |                    |
| Ferrari | einde productie: | 2015               |                    |
| Ferrari | productieaantal: | 13.318             |                    |

| Ford |                  | concern: | Ford Motor Company Verenigde Staten |
| Ford | divisie:         | Ford of Europe Duitsland                                                                                              |                                     |
| Ford | merk:            | Ford Verenigde Staten                                                                                                 |                                     |
| Ford | model:           | Fiesta sedan (6e generatie; niet in Europa, China vanaf 2009, Azië en Noord-Amerika vanaf 2010 en Rusland vanaf 2015) |                                     |
| Ford | einde productie: | 2019 |                                     |
| Ford | productieaantal: | ? |                                     |

| Lamborghini |                  | concern:                                           | Volkswagen AG Duitsland |
| Lamborghini | divisie:         |                                                    |                         |
| Lamborghini | merk:            | Lamborghini Italië                                 |                         |
| Lamborghini | model:           | Reventón Roadster (afgeleid van de coupé uit 2007) |                         |
| Lamborghini | einde productie: | 2010                                               |                         |
| Lamborghini | productieaantal: | 15                                                 |                         |

| Land Rover |                  | concern:                                    | Tata-groep India |
| Land Rover | divisie:         |                                             |                  |
| Land Rover | merk:            | Land Rover Verenigd Koninkrijk              |                  |
| Land Rover | model:           | Discovery / LR4 vijfdeur-suv (4e generatie) |                  |
| Land Rover | einde productie: | 2017                                        |                  |
| Land Rover | productieaantal: | ca. 50.000 (verkocht in Noord-Amerika)      |                  |

| Lotus |                  | concern:                  | Proton Maleisië |
| Lotus | divisie:         |                           |                 |
| Lotus | merk:            | Lotus Verenigd Koninkrijk |                 |
| Lotus | model:           | Evora (1 generatie)       |                 |
| Lotus | einde productie: | 22 december 2021          |                 |
| Lotus | productieaantal: | 6117                      |                 |

| Melkus |                  | concern:         | onafhankelijk |
| Melkus | divisie:         |                  |               |
| Melkus | merk:            | Melkus Duitsland |               |
| Melkus | model:           | RS 2000          |               |
| Melkus | einde productie: | 2012             |               |
| Melkus | productieaantal: | 75 (schatting)   |               |

| Mercedes-Benz |                  | concern:                                                                          | Daimler Duitsland |
| Mercedes-Benz | divisie:         |                                                                                   |                   |
| Mercedes-Benz | merk:            | Mercedes-Benz Duitsland                                                           |                   |
| Mercedes-Benz | model:           | E-Klasse sedan / T-Modell stationwagen / coupé (W212 / S212 / C207; 4e generatie) |                   |
| Mercedes-Benz | einde productie: | 2016                                                                              |                   |
| Mercedes-Benz | productieaantal: | ?                                                                                 |                   |

| Mercedes-Benz |                  | concern: | Daimler Duitsland |
| Mercedes-Benz | divisie:         | |                   |
| Mercedes-Benz | merk:            | Mercedes-Benz Duitsland |                   |
| Mercedes-Benz | model:           | SLR McLaren Stirling Moss speedster (gebaseerd op de 722 Edition uit 2006 – zelf een variant van de coupé uit 2003 – met beperkte oplage) |                   |
| Mercedes-Benz | einde productie: | december 2009 |                   |
| Mercedes-Benz | productieaantal: | 75 |                   |

| Mini |                  | concern:                                                    | BMW Duitsland |
| Mini | divisie:         |                                                             |               |
| Mini | merk:            | Mini Verenigd Koninkrijk                                    |               |
| Mini | model:           | cabriolet (afgeleid van de 2e generatie hatchback uit 2007) |               |
| Mini | einde productie: | 2015                                                        |               |
| Mini | productieaantal: | ?                                                           |               |

| Opel Vauxhall |                  | concern:                                       | General Motors Verenigde Staten |
| Opel Vauxhall | divisie:         |                                                |                                 |
| Opel Vauxhall | merk:            | Opel Duitsland en Vauxhall Verenigd Koninkrijk |                                 |
| Opel Vauxhall | model:           | Astra vijfdeurhatchback (4e generatie)         |                                 |
| Opel Vauxhall | einde productie: | 2015                                           |                                 |
| Opel Vauxhall | productieaantal: | ?                                              |                                 |

| Opel Vauxhall |                  | concern:                                                                                               | General Motors Verenigde Staten |
| Opel Vauxhall | divisie:         | |                                 |
| Opel Vauxhall | merk:            | Opel Duitsland en Vauxhall Verenigd Koninkrijk                                                         |                                 |
| Opel Vauxhall | model:           | Insignia Sports Tourer stationwagen (1e generatie; variant van de sedan en vijfdeurhatchback uit 2008) |                                 |
| Opel Vauxhall | einde productie: | 2017                                                                                                   |                                 |
| Opel Vauxhall | productieaantal: | ? |                                 |

| Peugeot |                  | concern:                                                                 | PSA Peugeot Citroën Frankrijk |
| Peugeot | divisie:         |                                                                          |                               |
| Peugeot | merk:            | Peugeot Frankrijk                                                        |                               |
| Peugeot | model:           | 308 CC coupé-cabriolet (afgeleid van de 1e generatie hatchback uit 2007) |                               |
| Peugeot | einde productie: | 2014                                                                     |                               |
| Peugeot | productieaantal: | ca. 75.000                                                               |                               |

| Peugeot |                  | concern:                                                       | PSA Peugeot Citroën Frankrijk |
| Peugeot | divisie:         |                                                                |                               |
| Peugeot | merk:            | Peugeot Frankrijk                                              |                               |
| Peugeot | model:           | 3008 cross-over-suv (1e generatie)                             |                               |
| Peugeot | einde productie: | 2016 (Europa); ca. 2020 (China)                                |                               |
| Peugeot | productieaantal: | ruim 600.000 (verkocht in Europa); 256.847 (verkocht in China) |                               |

| Peugeot |                  | concern:                          | PSA Peugeot Citroën Frankrijk |
| Peugeot | divisie:         |                                   |                               |
| Peugeot | merk:            | Peugeot Frankrijk                 |                               |
| Peugeot | model:           | 5008 mpv (1e generatie)           |                               |
| Peugeot | einde productie: | 2017                              |                               |
| Peugeot | productieaantal: | ruim 330.000 (verkocht in Europa) |                               |

| Porsche |                  | concern:                                          | onafhankelijk |
| Porsche | divisie:         |                                                   |               |
| Porsche | merk:            | Porsche Duitsland                                 |               |
| Porsche | model:           | Panamera liftback (1e generatie)                  |               |
| Porsche | einde productie: | 2016                                              |               |
| Porsche | productieaantal: | ruim 80.000 (verkocht in Europa en Noord-Amerika) |               |

| Renault |                  | concern:                                                                                   | onafhankelijk |
| Renault | divisie:         |                                                                                            |               |
| Renault | merk:            | Renault Frankrijk                                                                          |               |
| Renault | model:           | Kangoo Be Bop driedeur-ludospace (verkorte variant van de 2e generatie luduspace uit 2007) |               |
| Renault | einde productie: | eind 2011                                                                                  |               |
| Renault | productieaantal: | 1400                                                                                       |               |

| Renault |                  | concern: | onafhankelijk |
| Renault | divisie:         | |               |
| Renault | merk:            | Renault Frankrijk |               |
| Renault | model:           | Mégane Coupé en de krachtiger RS driedeurhatchback / Grandtour stationwagen (varianten van de 3e generatie hatchback uit 2008) |               |
| Renault | einde productie: | 2016 |               |
| Renault | productieaantal: | ? |               |

| Renault |                  | concern:                                                    | onafhankelijk |
| Renault | divisie:         |                                                             |               |
| Renault | merk:            | Renault Frankrijk                                           |               |
| Renault | model:           | Scénic / verlengde Grand Scénic compacte mpv (3e generatie) |               |
| Renault | einde productie: | 2016                                                        |               |
| Renault | productieaantal: | 986.724                                                     |               |

| Rolls-Royce |                  | concern:                                                                                       | BMW Duitsland |
| Rolls-Royce | divisie:         |                                                                                                |               |
| Rolls-Royce | merk:            | Rolls-Royce Verenigd Koninkrijk                                                                |               |
| Rolls-Royce | model:           | Ghost sedan (1e generatie; in 2011 kwam ook de verlengde Ghost Extended Wheelbase op de markt) |               |
| Rolls-Royce | einde productie: | 2020                                                                                           |               |
| Rolls-Royce | productieaantal: | ruim 2200 (verkocht in Europa)                                                                 |               |

| SEAT |                  | concern:                                                                                   | Volkswagen AG Duitsland |
| SEAT | divisie:         |                                                                                            |                         |
| SEAT | merk:            | SEAT Spanje                                                                                |                         |
| SEAT | model:           | Exeo sedan / ST stationwagen (1 generatie; badge-engineered 3e generatie Audi A4 uit 2004) |                         |
| SEAT | einde productie: | 2013                                                                                       |                         |
| SEAT | productieaantal: | ca. 80.000                                                                                 |                         |

| Škoda |                  | concern:                          | Volkswagen AG Duitsland |
| Škoda | divisie:         |                                   |                         |
| Škoda | merk:            | Škoda Tsjechië                    |                         |
| Škoda | model:           | Yeti cross-over-suv (1 generatie) |                         |
| Škoda | einde productie: | 2017                              |                         |
| Škoda | productieaantal: | ruim 630.000                      |                         |

| Spyker |                  | concern:                                           | onafhankelijk |
| Spyker | divisie:         |                                                    |               |
| Spyker | merk:            | Spyker Nederland                                   |               |
| Spyker | model:           | C8 Aileron coupé / Spyder cabriolet (2e generatie) |               |
| Spyker | einde productie: | 2017                                               |               |
| Spyker | productieaantal: | een kleine 100; 1 Spyder                           |               |

## Oost-Europa
| Renault |                  | concern: | onafhankelijk |
| Renault | divisie:         | |               |
| Renault | merk:            | Renault Frankrijk |               |
| Renault | model:           | Fluence sedan (1 generatie; verscheen in de plaats van een sedanvariant van de 3e generatie Mégane; met Renault Samsung ontwikkeld en ook als Samsung SM3 verkocht in Azië; in 2011 verscheen de elektrische Fluence Z.E., die ook in West-Europa werd verkocht) |               |
| Renault | einde productie: | 2016 (Europa) |               |
| Renault | productieaantal: | 62.780 (verkocht in Europa) |               |